# 니하루촌 (군마현)
니하루촌(일본어: 新治村)은 일본 군마현 북부 도네군에 속했던 촌이다. 2005년 10월 1일에 쓰키요노정, 미나카미정과 합병해 현재의 미나카미정에 해당하기때문에 폐지되었다.

## 역사
- 1889년 4월 1일 - 정촌제 시행과 함께 도네군 유노하라촌, 아가쓰마군 구가촌이 탄생하였다.
- 1896년 4월 1일 - 아가쓰마군, 구가촌이 도네군으로 이적하였다.
- 1908년 5월 1일 - 구가촌, 유가하라촌이 합병해 니하루촌이 성립하였다.
- 2005년 10월 1일 - 쓰키요노정, 미나카미정과 합병해 미나카미정이 되었다.

## 교통

### 철도
합병당시 촌내에는 철도가 없었기 때문에 동일본 여객 철도 조에쓰 신칸센이나 조에쓰선 고칸역에서 내려야했다.

### 도로
- 국도 17호선

## 참고 문헌
- 角川日本地名大辞典編纂委員会, 『角川日本地名大辞典 10 群馬県』1988, 角川書店